# 鸭嘴兽
鴨嘴獸（學名：Ornithorhynchus anatinus）是少有的卵生哺乳類動物，用肺部呼吸，棲息地在澳大利亞東部地區和塔斯馬尼亞州，是原獸亞綱單孔目鴨嘴獸科鴨嘴獸屬（Ornithorhynchus）的唯一一種動物。當鴨嘴獸的標本初次被送到博物館時，奇怪的外觀使當時歐洲的生物分類學家認為這是人類設計出來捉弄人的物種。鴨嘴獸是為數不多的有毒哺乳類動物，雄性鴨嘴獸的後肢有尖刺，可分泌有毒物質。此外也是少數擁有電磁感應的哺乳動物。鴨嘴獸的獨特性使牠成為演化生物學研究的重要對象。
鴨嘴獸已成為澳大利亞的象徵，常作為全國性活動的吉祥物。直到20世纪初，牠們仍因为人類對動物毛皮的需求而被獵殺。雖然圈養計劃失敗及鴨嘴獸易受環境污染影響，但是在人工保護下，牠們目前還未走向滅絕。

## 命名
1798年新南威尔士总督约翰·亨特将鸭嘴兽的皮毛和素描寄回英国之后，欧洲人才首次認識到鸭嘴兽的存在。但当时英国科学家认为这只是一个恶作剧，虽然動物學家乔治·肖於1799年在《Naturalist's Miscellany》中正式描述了鸭嘴兽，但他本人也有所怀疑，罗伯特·诺克斯认为这些皮毛不过是亚洲动物标本剥制师的作品，其“鸭嘴”可能是后来缝上去的，而毛皮本身则来自海狸一类的动物，乔治·肖还特意检查过毛皮上是否有缝线。
其英语俗名“platypus”来自古希腊语（拉丁转写为），意思是“平足的”，词根为（即“扁平的、宽的”）和（脚）。肖最初给它定的学名是Platypus anatinus。但是后因属名“Platypus”已被长小蠹属佔用，于是1800年德國人類學家約翰·弗里德里希·布盧門巴赫改之为Ornithorhynchus paradoxus，最终按命名先到先得的原则更为Ornithorhynchus anatinus。属名来自古希腊语，意思是“鸟嘴”，而种加词则来自拉丁语，意思是“鸭子一样”。

## 形态
長成的鴨嘴獸體體重0.7—2.4（1.5—5.3英磅）。雄鸭嘴兽比雌性大，雄性体长平均50（20英寸），而雌性则为 43（17英寸），不同地区间体型差异也有较大变化。其体温在32 °C（90 °F）左右。由於沒有明顯的奶頭，剛孵化的鴨嘴獸須尋找母獸腹部泌乳孔吸吮乳汁維生。与袋獾一样，其粗大的尾巴可用来存储脂肪。約4個月哺乳期後獨立生活，2歲半為成年。

## 习性

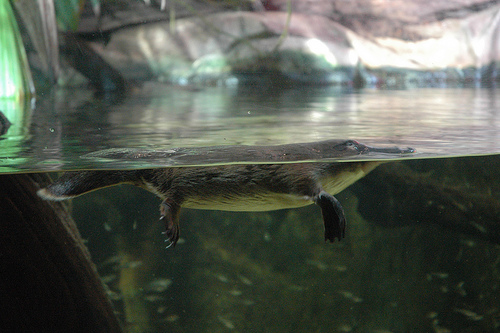
一只浮在水中的鸭嘴兽

除了哺乳期外，鴨嘴獸為獨居生活。它們棲息於河川，以銳利而且帶有蹼的腳在水中活動，最长可在水下待40秒，每次换气需要10至20秒，在河岸、湖岸上挖洞居住。鸭嘴兽是夜行性動物，也是肉食性動物，通常在清晨和黃昏时在水邊獵食甲殼類、蚯蚓等动物，每日摄入食物占体重的20%。而其每天的睡眠时间长达14小时。
饲养的鸭嘴兽寿命可达17年，野生的一般最多11年。其天敌包括蛇、水鼠、巨蜥、鹰等，而在澳州北部则受鳄鱼的威胁。1845年引入澳洲大陆的红狐对其种群数量可能也有一定的影响。

### 毒液
雌性和雄性鸭嘴兽的踝部都有尖刺，只有雄性的可以从踝部腺体分泌毒液、由毒刺排出以自卫。其毒素对小型动物（如狗等）来说是致命的。虽然对人类来說并非如此，但仍然会造成剧烈疼痛使人丧失行动能力。被其扎伤后，伤处先是迅速产生水肿，然后扩散到其他部位。治愈之后仍然会导致患者痛觉过敏达数日乃至数月之久。

### 電磁感應
除去海豚之外，单孔目動物是唯一擁有電磁感應能力的哺乳動物，它們能夠通過感應獵物的電場來探測其位置。而鴨嘴獸的電磁感應能力又是所有單孔目動物中最靈敏的。其电感受器和机械性刺激感受器位於嘴部。鴨嘴獸在潛水時會閉上眼睛和鼻子，耳朵也聽不到聲音，而完全依靠電磁感應來捕食。

### 繁殖

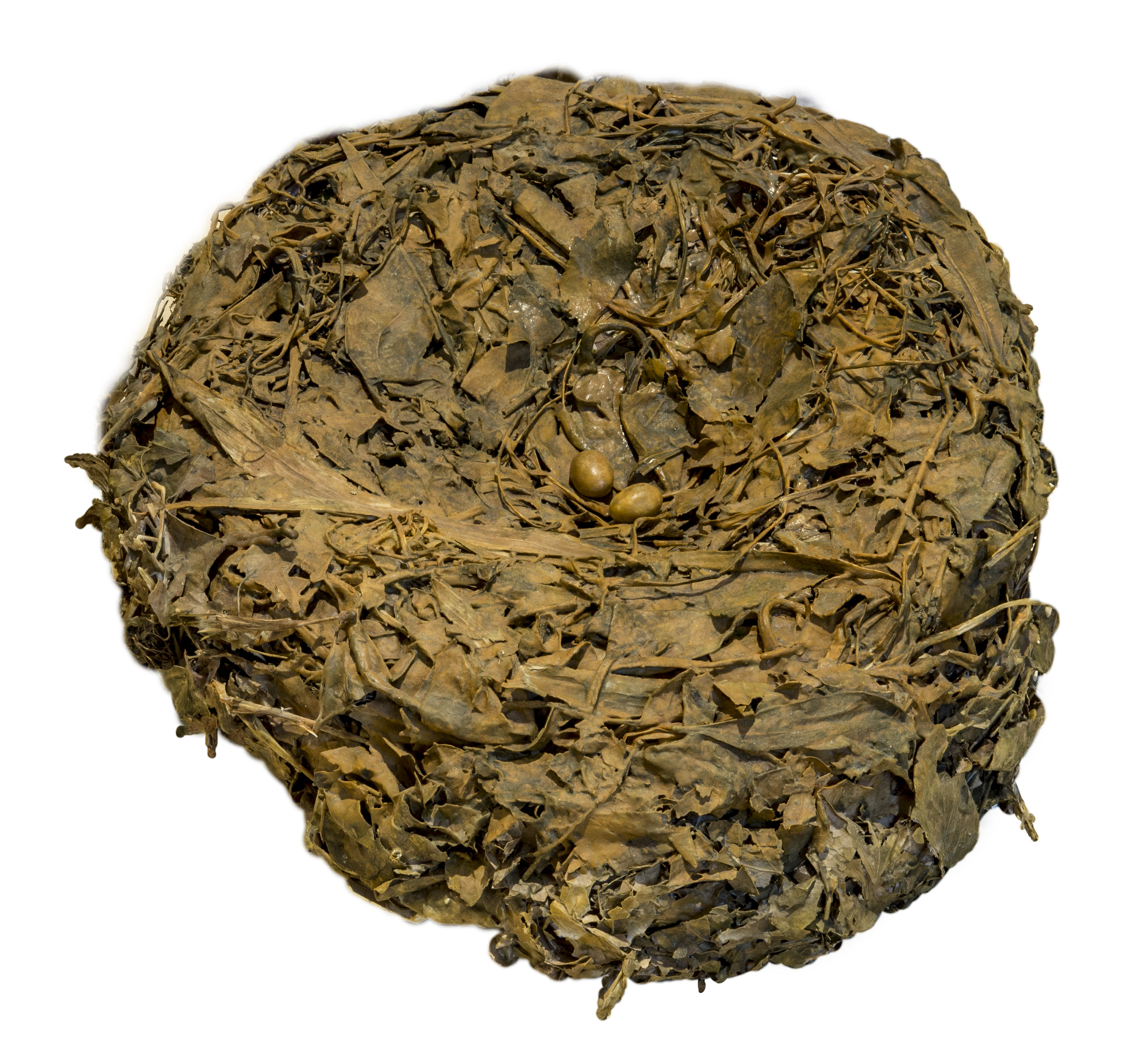
鸭嘴兽的巢和卵

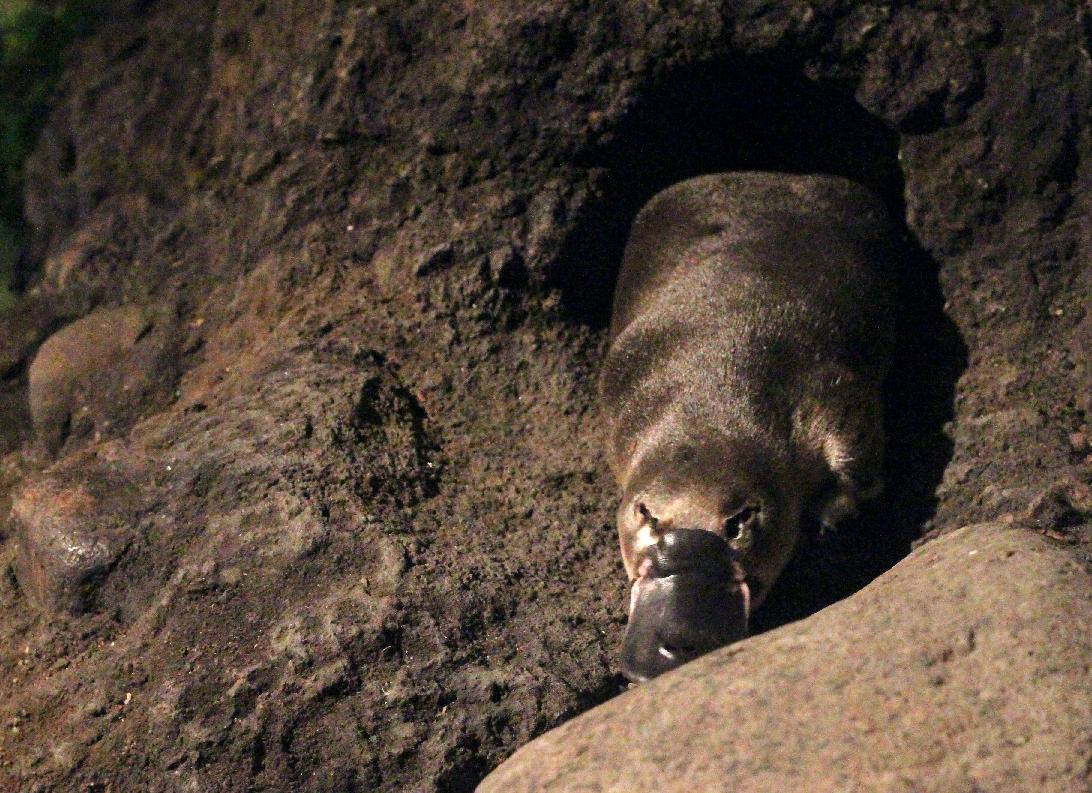
鑽出巢穴的鴨嘴獸

1884年威廉·海·考德威尔和150名澳大利亚原住民组成的团队找到了几枚鸭嘴兽的卵之后，欧洲人才确定鸭嘴兽居然是一种卵生的哺乳动物。
鸭嘴兽在每年六月至十月间繁殖，具体时间在不同地区有差异。鸭嘴兽的族群采用一夫多妻制，雌兽两岁达到性成熟，但也有九岁大还没有产卵的雌兽。
鸭嘴兽在没有交配前只会给自己挖一个较浅的水边巢穴，交配后雌兽会扩大自己的巢穴（长可达20（66英尺）），并在入口处添加障碍物以阻挡猎食者，巢内则会铺上柔软的叶子。雄兽不负责照料后代。
雌兽有两个卵巢，但只有左卵巢有用。一次最多产三枚卵（通常为两枚），卵略呈椭圆形，直径11（0.43英寸）。卵在卵巢内待28天，孵化只需要10天。
刚出生的鸭嘴兽眼睛看不见东西，仅靠母乳为生。鸭嘴兽虽然有乳腺，但是没有乳头，其母乳是通过皮肤上的毛孔流出的，小鸭嘴兽会舔食积聚在母兽腹部的乳汁。哺乳期为三至四个月。孵化期和哺乳期间，母兽会短暂外出觅食，离开前用土块挡住巢穴入口以保护幼兽。哺乳期过后幼兽才会外出。

## 演化
最古老的鴨嘴獸的化石發現於10萬年前的第四紀地層。一些科學家認為Teinolophos、硬齒鴨嘴獸是鴨嘴獸的祖先，但是實際上其演化是相對獨立的。

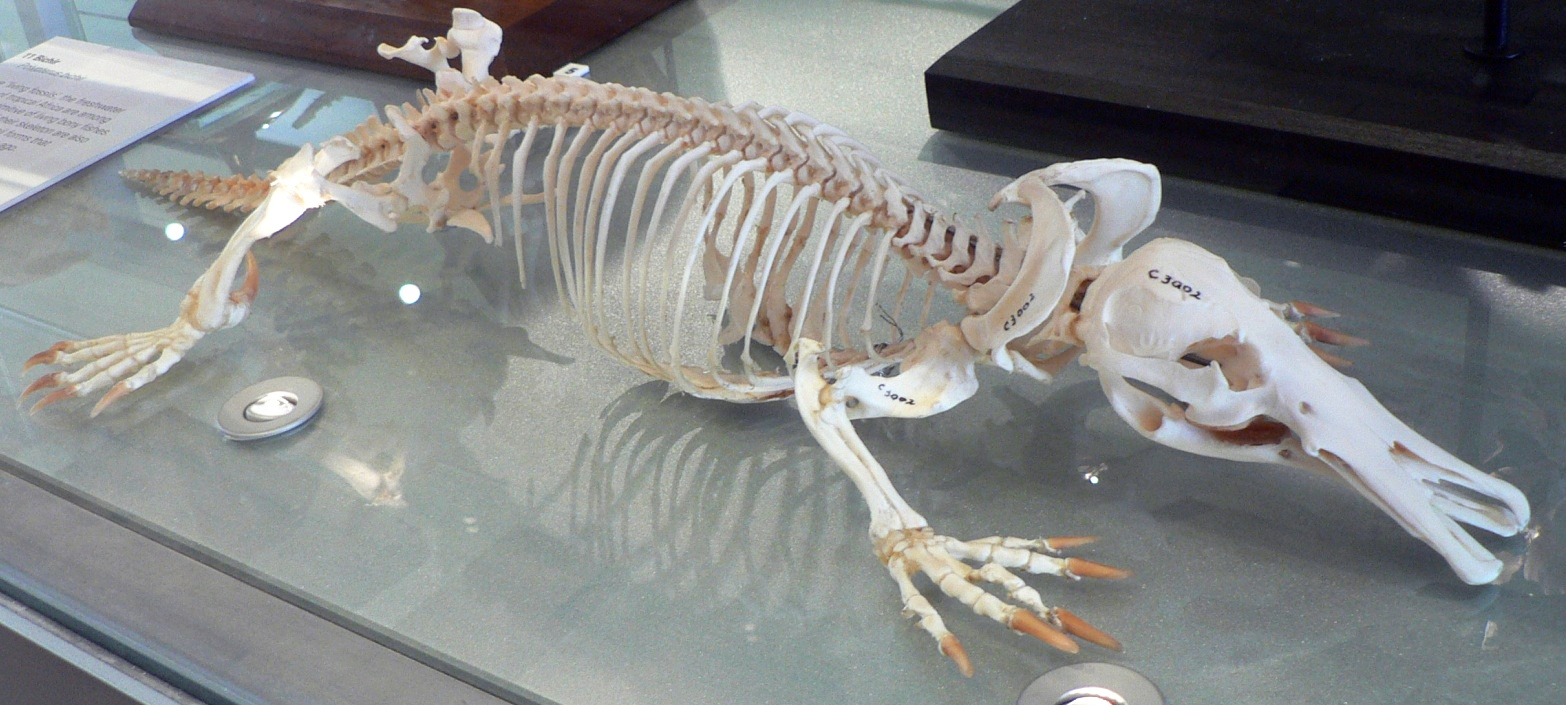
鴨嘴獸的骨骼

2004年澳大利亞國立大學的研究人員發現鴨嘴獸擁有十條性染色體（大多數哺乳動物只有XY兩條）。與鳥類、哺乳動物和爬行動物都有相似之處。它沒有性別決定基因SRY，其性別由AMH基因決定。

## 文化

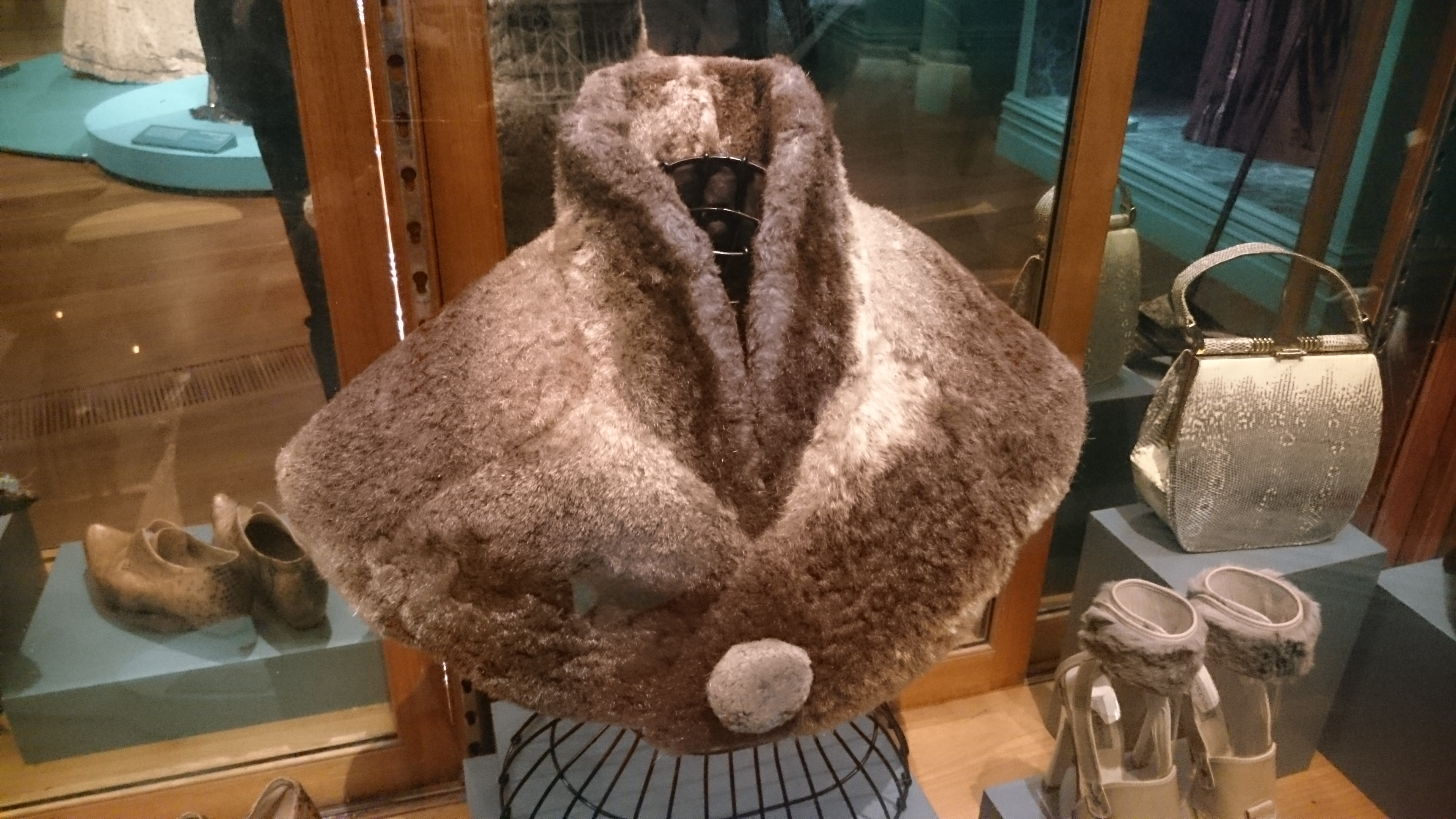
1890年制作的一件鸭嘴兽皮披肩，现藏于维多利亚国家美术馆

在澳大利亚原住民传说中，鸭嘴兽是鸭子和水鼠生下的后代:57–60。传说陆生、水生动物和鸟类都想要它加入自己的行列，但最终被鸭嘴兽拒绝:83–85。
现在澳大利亚把它当做国家象征之一，它出现在20澳大利亚分硬币的背面，在1988年世界博覽會、2000年夏季奥运会的吉祥物中都有其身影。